# Elaeagnus tarokoensis
Elaeagnus tarokoensis är en havtornsväxtart som beskrevs av S.Y. Lu och Yuen P. Yang. Elaeagnus tarokoensis ingår i släktet silverbuskar, och familjen havtornsväxter. Inga underarter finns listade i Catalogue of Life.